# Szany, Győr-Moson-Sopron
Szany  este un sat în districtul Csorna, județul Győr-Moson-Sopron, Ungaria, având o populație de 2.213 locuitori (2011). 

## Demografie
Componența etnică a satului Szany
     Maghiari (95,3%)
     Romi (4,21%)
     Necunoscut (0,2%)
     Germani (0,29%)
     Alții (0,2%)
Componența confesională a satului Szany
     Romano-catolici (78,99%)
     Luterani (2,3%)
     Fără religie (2,08%)
     Necunoscută (15,73%)
     Alte religii (0,9%)
Conform recensământului din 2011, satul Szany avea 2.213 locuitori. Din punct de vedere etnic, majoritatea locuitorilor (95,3%) erau maghiari, cu o minoritate de romi (4,21%). Apartenența etnică nu este cunoscută în cazul a 0,2% din locuitori.  Din punct de vedere confesional, majoritatea locuitorilor (78,99%) erau romano-catolici, existând și minorități de luterani (2,3%) și persoane fără religie (2,08%). Pentru 15,73% din locuitori nu este cunoscută apartenența confesională.